# بلدة فيينا (مقاطعة مونتمورينسي)
فيينا، مقاطعة مونتمورينسي (بالإنجليزية: Vienna Township, Montmorency County, Michigan)‏ هي بلدة تقع بولاية ميشيغان في الولايات المتحدة. تبلغ مساحتها 179.5كم²، وترتفع عن سطح البحر 294م، بلغ عدد سكانها 572 نسمة في عام تعداد الولايات المتحدة 2000م حسب إحصاء مكتب تعداد الولايات المتحدة وتصل الكثافة السكانية فيها 3.2 نسمة/كم2 .

## وصلات خارجية
- The US50 - Cities and Towns in Michigan State
- Michigan Cities and Towns, Facts, Map, Flag, Colleges, Government, and More